# Pavel Matějka (chemik)
Pavel Matějka (* 1966) je český fyzikální chemik, v letech 2020 až 2023 rektor VŠCHT v Praze.

## Život
Vystudoval fyzikální chemii na Přírodovědecké fakultě Univerzity Karlovy v Praze. Odborně se zabývá rozvojem technik vibrační spektroskopie za využití nanočástic a nanostruktur, čehož výsledkem je cca 150 publikací v impaktovaných časopisech s více než 2 100 citacemi bez autocitací a h-indexem 23.
V roce 1993 nastoupil na Vysokou školu chemicko-technologickou v Praze. V roce 2003 se habilitoval (získal titul doc.) a od roku 2008 působí na VŠCHT jako profesor. V letech 2010 až 2013 byl proděkanem Fakulty chemicko-inženýrské pro vnější vztahy a rozvoj, od roku 2013 zastával pozici vedoucího Ústavu fyzikální chemie. V roce 2016 se stal prorektorem VŠCHT Praha pro vnější vztahy a komunikaci.
V polovině října 2019 byl zvolen akademickým senátem kandidátem na rektora VŠCHT v Praze. V prosinci 2019 jej jmenoval prezident Miloš Zeman, a to s účinností od 1. ledna 2020. V srpnu 2020 se s Milošem Vystrčilem a dalšími členy české delegace účastnil oficiální návštěvy Tchaj-wanu, kde podepsal tři memoranda o vzájemné spolupráci a výměně studentů s univerzitami National Tsing Hua University, National Taipei University of Technology a Tunghai University.  V říjnu 2023 byl jeho nástupcem ve funkci rektora zvolen Milan Pospíšil, funkce se ujal od ledna 2024.